# Německá fotbalová Bundesliga 2021/2022
Bundesliga 2021/2022 byla 59. ročníkem nejvyšší německé fotbalové soutěže. Sezona začala 13. srpna 2021 a skončila 14. května 2022.
Bayern Mnichov dokázal obhájit již 10. titul v řadě. Jednalo se o 31. titul v éře Bundesligy, 32. celkově.

## Týmy
| Tým                      | Město                | Stadion                             | Kap.          |
| ------------------------ | -------------------- | ----------------------------------- | ------------- |
| FC Augsburg              | Augsburg             | WWK Arena                           | 30,660        |
| Hertha BSC               | Berlín               | Olympiastadion                      | 74,649        |
| Union Berlín             | Berlín               | Stadion An der Alten Försterei      | 22,012        |
| Arminia Bielefeld        | Bielefeld            | Schüco-Arena                        | 27,300        |
| VfL Bochum               | Bochum               | Vonovia Ruhrstadion                 | 27,599        |
| Borussia Dortmund        | Dortmund             | Signal Iduna Park                   | 81,365        |
| Eintracht Frankfurt      | Frankfurt            | Deutsche Bank Park                  | 51,500        |
| SC Freiburg              | Freiburg im Breisgau | Dreisamstadion Europa-Park Stadion1 | 24,000 34,700 |
| Greuther Fürth           | Fürth                | Sportpark Ronhof Thomas Sommer      | 16,626        |
| 1899 Hoffenheim          | Sinsheim             | PreZero Arena                       | 30,150        |
| 1. FC Köln               | Kolín nad Rýnem      | RheinEnergieStadion                 | 49,698        |
| RB Leipzig               | Lipsko               | Red Bull Arena                      | 47,069        |
| Bayer Leverkusen         | Leverkusen           | BayArena                            | 30,210        |
| Mainz 05                 | Mohuč                | Mewa Arena                          | 34,000        |
| Borussia Mönchengladbach | Mönchengladbach      | Borussia-Park                       | 54,057        |
| Bayern Munich            | Mnichov              | Allianz Arena                       | 75,000        |
| VfB Stuttgart            | Stuttgart            | Mercedes-Benz Arena                 | 60,449        |
| VfL Wolfsburg            | Wolfsburg            | Volkswagen Arena                    | 30,000        |

1 SC Freiburg odehrál první tři domácí zápasy mna stadionu Dreisamstadion, než se natrvalo přestěhoval na nový Europa-Park Stadion. 

### Personál a dresy
| Tým                      | Trenér               | Kapitán                   | Dodavatel dresů | Sponzor                                     | Sponzor |
| Tým                      | Trenér               | Kapitán                   | Dodavatel dresů | Hruď                                        | Rukáv |
| ------------------------ | -------------------- | ------------------------- | --------------- | ------------------------------------------- | --- |
| FC Augsburg              | Markus Weinzierl     | Jeffrey Gouweleeuw        | Nike            | WWK                                         | Siegmund |
| Hertha BSC               | Felix Magath         | Dedryck Boyata            | Nike            | Autohero                                    | Hyundai |
| Union Berlin             | Urs Fischer          | Christopher Trimmel       | Adidas          | Aroundtown                                  | wefox/Comedy Central (v poháru a UEFA zápasech)                                                                            |
| Arminia Bielefeld        | Marco Kostmann       | Fabian Klos/Manuel Prietl | Macron          | Schüco                                      | JAB Anstoetz Textilien |
| VfL Bochum               | Thomas Reis          | Anthony Losilla           | Nike            | Vonovia                                     | Viactiv Betriebskrankenkasse                                                                                               |
| Borussia Dortmund        | Marco Rose           | Marco Reus                | Puma            | 1&1 Ionos/Evonik (v poháru a UEFA zápasech) | Opel/GLS Group (v poháru a UEFA zápasech)                                                                                  |
| Eintracht Frankfurt      | Oliver Glasner       | Sebastian Rode            | Nike            | Indeed.com                                  | dpd |
| SC Freiburg              | Christian Streich    | Christian Günter          | Nike            | Schwarzwaldmilch                            | ROSE Bikes |
| Greuther Fürth           | Stefan Leitl         | Branimir Hrgota           | Puma            | Hofmann Personal                            | BVUK |
| 1899 Hoffenheim          | Sebastian Hoeneß     | Benjamin Hübner           | Joma            | SAP                                         | SNP |
| 1. FC Köln               | Steffen Baumgart     | Jonas Hector              | Uhlsport        | REWE                                        | DEVK |
| RB Leipzig               | Domenico Tedesco     | Péter Gulácsi             | Nike            | Red Bull                                    | CG Immobilien/Veganz (v poháru a UEFA zápasech)                                                                            |
| Bayer Leverkusen         | Gerardo Seoane       | Lukáš Hrádecký            | Jako            | Barmenia Versicherungen                     | Iqoniq/Floki (od prosince 2021)/Kumho Tyres (v poháru a UEFA zápasech)/The Football Club Social Alliance (v UEFA zápasech) |
| Mainz 05                 | Bo Svensson          | Moussa Niakhaté           | Kappa           | Kömmerling                                  | fb88.com |
| Borussia Mönchengladbach | Adi Hütter           | Lars Stindl               | Puma            | flatex                                      | Sonepar |
| Bayern Munich            | Julian Nagelsmann    | Manuel Neuer              | Adidas          | Deutsche Telekom                            | Qatar Airways/Audi (v poháru a UEFA zápasech)                                                                              |
| VfB Stuttgart            | Pellegrino Matarazzo | Wataru Endo               | Jako            | Mercedes-Benz Bank                          | Mercedes-Benz EQ |
| VfL Wolfsburg            | Florian Kohfeldt     | Koen Casteels             | Nike            | Volkswagen                                  | Linglong Tire |

## Tabulka
| Poř. | Tým                      | Z  | V  | R  | P  | VG | OG | B  |
| ---- | ------------------------ | -- | -- | -- | -- | -- | -- | -- |
| 1.   | Bayern Mnichov           | 34 | 24 | 5  | 5  | 97 | 37 | 77 |
| 2.   | Borussia Dortmund        | 34 | 22 | 3  | 9  | 85 | 52 | 69 |
| 3.   | Bayer Leverkusen         | 34 | 19 | 7  | 8  | 80 | 47 | 64 |
| 4.   | RB Leipzig               | 34 | 17 | 7  | 10 | 72 | 37 | 58 |
| 5.   | Union Berlín             | 34 | 16 | 9  | 9  | 50 | 44 | 57 |
| 6.   | SC Freiburg              | 34 | 15 | 10 | 9  | 58 | 46 | 55 |
| 7.   | 1. FC Köln               | 34 | 14 | 10 | 10 | 52 | 49 | 52 |
| 8.   | Mainz 05                 | 34 | 13 | 7  | 14 | 50 | 45 | 46 |
| 9.   | 1899 Hoffenheim          | 34 | 13 | 7  | 14 | 58 | 60 | 46 |
| 10.  | Borussia Mönchengladbach | 34 | 12 | 9  | 13 | 54 | 61 | 45 |
| 11.  | Eintracht Frankfurt      | 34 | 10 | 12 | 12 | 45 | 49 | 42 |
| 12.  | VfL Wolfsburg            | 34 | 12 | 6  | 16 | 43 | 54 | 42 |
| 13.  | VfL Bochum               | 34 | 12 | 6  | 16 | 38 | 52 | 42 |
| 14.  | FC Augsburg              | 34 | 10 | 8  | 16 | 39 | 56 | 38 |
| 15.  | VfB Stuttgart            | 34 | 7  | 12 | 15 | 41 | 59 | 33 |
| 16.  | Hertha BSC               | 34 | 9  | 6  | 19 | 37 | 71 | 33 |
| 17.  | Arminia Bielefeld        | 34 | 5  | 13 | 16 | 27 | 53 | 28 |
| 18.  | Greuther Fürth           | 34 | 3  | 9  | 22 | 28 | 82 | 18 |

|  | Postup do základní skupiny Ligy mistrů UEFA 2022/2023          |
|  | Postup do základní skupiny Evropské ligy UEFA 2022/2023        |
|  | Postup do 4. předkola Evropské konferenční ligy UEFA 2022/2023 |
|  | Baráž o udržení v Bundeslize                                   |
|  | Sestup do 2. ligy 2022/2023                                    |

## Statistiky

### Nejlepší střelci
|   | Hráč               | Klub                       | Góly |
| - | ------------------ | -------------------------- | ---- |
| 1 | Robert Lewandowski | Bayern Mnichov             | 35   |
| 2 | Patrik Schick      | Bayer Leverkusen           | 24   |
| 3 | Erling Haaland     | Borussia Dortmund          | 22   |
| 4 | Anthony Modeste    | 1. FC Köln                 | 20   |
| 4 | Christopher Nkunku | RB Leipzig                 | 20   |
| 6 | Taiwo Awoniyi      | Union Berlín               | 15   |
| 7 | Serge Gnabry       | Bayern Mnichov             | 14   |
| 8 | Moussa Diaby       | Bayer Leverkusen           | 13   |
| 9 | Jonas Hofmann      | Borussia Mönchengladbach   | 12   |
| 9 | Max Kruse          | Union Berlín VfL Wolfsburg | 12   |

## Počet týmu spolkových zemí
| Pozice | Německé spolkové země     | Počet | Týmy |
| ------ | ------------------------- | ----- | --- |
| 1      | Severní Porýní-Vestfálsko | 6     | VfL Bochum, Borussia Dortmund, 1. FC Köln, Bayer Leverkusen, Borussia Mönchengladbach a Arminia Bielefeld |
| 2      | Bádensko-Württembersko    | 3     | SC Freiburg, 1899 Hoffenheim a VfB Stuttgart                                                              |
| 2      | Bavorsko                  | 3     | FC Augsburg, Greuther Fürth a Bayern Mnichov                                                              |
| 4      | Berlín                    | 2     | Hertha BSC and Union Berlín                                                                               |
| 5      | Hesensko                  | 1     | Eintracht Frankfurt                                                                                       |
| 5      | Dolní Sasko               | 1     | VfL Wolfsburg                                                                                             |
| 5      | Porýní-Falc               | 1     | Mainz 05                                                                                                  |
| 5      | Sasko                     | 1     | RB Leipzig                                                                                                |

## Ocenění

### Měsíční
| Měsíc    | Hráč měsíce        | Hráč měsíce       | Nováček měsíce     | Nováček měsíce      | Gól měsíce       | Gól měsíce        | Reference          |
| Měsíc    | Hráč               | Klub              | Hráč               | Klub                | Hráč             | Klub              | Reference          |
| -------- | ------------------ | ----------------- | ------------------ | ------------------- | ---------------- | ----------------- | ------------------ |
| Srpen    | Erling Haaland     | Borussia Dortmund | Dominik Szoboszlai | RB Leipzig          | Gerrit Holtmann  | VfL Bochum        | [ 8 ] [ 9 ] [ 10 ] |
| Září     | Florian Wirtz      | Bayer Leverkusen  | Omar Marmoush      | VfB Stuttgart       | Erling Haaland   | Borussia Dortmund | [ 8 ] [ 9 ] [ 10 ] |
| Říjen    | Christopher Nkunku | RB Leipzig        | Dominik Szoboszlai | RB Leipzig          | Jude Bellingham  | Borussia Dortmund | [ 8 ] [ 9 ] [ 10 ] |
| Listopad | Alphonso Davies    | Bayern Mnichov    | Hiroki Ito         | VfB Stuttgart       | Erling Haaland   | Borussia Dortmund | [ 8 ] [ 9 ] [ 10 ] |
| Prosinec | Patrik Schick      | Bayer Leverkusen  | Jesper Lindstrøm   | Eintracht Frankfurt | Niklas Dorsch    | FC Augsburg       | [ 8 ] [ 9 ] [ 10 ] |
| Leden    | Thomas Müller      | Bayern Mnichov    | Patrick Wimmer     | Arminia Bielefeld   | Corentin Tolisso | Bayern Mnichov    | [ 8 ] [ 9 ] [ 10 ] |
| Únor     | Christopher Nkunku | RB Leipzig        | Jonas Wind         | VfL Wolfsburg       | Jonas Wind       | VfL Wolfsburg     | [ 8 ] [ 9 ] [ 10 ] |
| Březen   | Christopher Nkunku | RB Leipzig        | Omar Marmoush      | VfB Stuttgart       | Kingsley Coman   | Bayern Mnichov    | [ 8 ] [ 9 ] [ 10 ] |
| Duben    | Christopher Nkunku | RB Leipzig        | Dominik Szoboszlai | RB Leipzig          | —                | —                 | [ 8 ] [ 9 ] [ 10 ] |

### Sezónní
| Cena           | Vítěz              | Klub                | Ref.   |
| -------------- | ------------------ | ------------------- | ------ |
| Hráč sezony    | Christopher Nkunku | RB Leipzig          | [ 11 ] |
| Nováček sezony | Jesper Lindstrøm   | Eintracht Frankfurt | [ 9 ]  |
| Gól sezony     | Gerrit Holtmann    | VfL Bochum          | [ 12 ] |

### Tým sezony

#### kicker
| Poz. | Hráč               | Klub              | Ref.   |
| ---- | ------------------ | ----------------- | ------ |
| GK   | Marvin Schwäbe     | 1. FC Köln        | [ 13 ] |
| O    | Christian Günter   | SC Freiburg       | [ 13 ] |
| O    | Nico Schlotterbeck | SC Freiburg       | [ 13 ] |
| O    | Niklas Süle        | Bayern Munich     | [ 13 ] |
| O    | Jeremie Frimpong   | Bayer Leverkusen  | [ 13 ] |
| Z    | Christopher Nkunku | RB Leipzig        | [ 13 ] |
| Z    | Salih Özcan        | 1. FC Köln        | [ 13 ] |
| Z    | Jamal Musiala      | Bayern Munich     | [ 13 ] |
| Ú    | Erling Haaland     | Borussia Dortmund | [ 13 ] |
| Ú    | Robert Lewandowski | Bayern Munich     | [ 13 ] |
| Ú    | Patrik Schick      | Bayer Leverkusen  | [ 13 ] |

#### EA Sports
| Poz. | Hráč               | Klub                | Ref.   |
| ---- | ------------------ | ------------------- | ------ |
| GK   | Manuel Neuer       | Bayern Munich       | [ 14 ] |
| O    | Alphonso Davies    | Bayern Munich       | [ 14 ] |
| O    | Evan Ndicka        | Eintracht Frankfurt | [ 14 ] |
| O    | Nico Schlotterbeck | SC Freiburg         | [ 14 ] |
| O    | David Raum         | 1899 Hoffenheim     | [ 14 ] |
| Z    | Jude Bellingham    | Borussia Dortmund   | [ 14 ] |
| Z    | Joshua Kimmich     | Bayern Munich       | [ 14 ] |
| Z    | Florian Wirtz      | Bayer Leverkusen    | [ 14 ] |
| Ú    | Erling Haaland     | Borussia Dortmund   | [ 14 ] |
| Ú    | Robert Lewandowski | Bayern Munich       | [ 14 ] |
| Ú    | Christopher Nkunku | RB Leipzig          | [ 14 ] |